# Shin-Ei Animation
Shin-Ei Animation (jap. シンエイ動画株式会社, Kabushiki-gaisha Shin’ei Dōga) ist ein japanisches Animations-Studio. Es wurde 1976 unter der Leitung von Daikichirō Kusube gegründet und gehört heute zum Konzern der TV-Asahi-Unternehmensgruppe. Zu den wichtigsten Produktion des Studios gehören die Anime-Verfilmung Crayon Shin-Chan mit ihren zahlreichen Kinofilmen sowie die Filme und Fernsehproduktionen zu Doraemon.

## Produktionen

### Filme
- 1980: Doraemon: Nobita no Kyoryu
- 1981: 21 Emon: Uchū e Irasshai!
- 1981: Doraemon: Nobita no Uchū Kaitakushi
- 1981: Doraemon: What Am I for Momotaro
- 1982: Doraemon: Nobita no Daimakyo
- 1983: Doraemon: Nobita's Monstrous Underwater Castle
- 1984: Doraemon: Nobita's Great Adventure in the World of Magic
- 1985: Doraemon: Nobita's Little "Star Wars"
- 1986: Doraemon: Nobita to Tetsujin Heidan
- 1987: Doraemon: Nobita and the Dragon Rider
- 1988: Doraemon: Nobita's Version of Saiyuki
- 1989: Doraemon: Nobita at the Birth of Japan
- 1989: Dorami-chan: Mini-Dora SOS
- 1990: Chinpui: Eri-sama Katsudō Daishashin
- 1990: Doraemon: Nobita's Animal Planet
- 1991: Doraemon: Nobita in Dorabian Nights
- 1991: Dorami-chan: Arara Shōnen Sanzoku Dan
- 1992: 21 Emon: Uchū Ike! Hadashi no Princess
- 1992: Doraemon: Nobita to Kumo no Ōkoku
- 1993: Doraemon: Nobita's Tin-Plate Labyrinth
- 1993: Dorami-chan: Hello, Dynosis Kids!!
- 1994: Doraemon: Nobita's Fantastical Three Musketeers
- 1995: Doraemon: Nobita's Genesis Diary
- 1996: Doraemon: Nobita's Galactic Express
- 1996: Dorami & Doraemons: Robot School's Seven Mysteries
- 1997: Doraemon: Nobita's Adventure in Clockwork City
- 1997: The Doraemons: The Mysterious Thief Dorapan The Mysterious Cartel
- 1998: Doraemon: Nobita's South Sea Adventure
- 1999: Doraemon: Nobita Gets Lost in Space
- 2000: Doraemon: Nobita and the Legend of the Sun King
- 2001: Doraemon: Nobita's Winged Heroes
- 2002: Doraemon: Nobita & Robot Kingdom
- 2003: Doraemon: Nobita and the Strange Wind Rider
- 2003: Eiga Atashin’chi
- 2004: Doraemon: Nobita's Wannyan Space-Time Legend
- 2006: Gekijoban Doraemon: Nobita no Kyoryu 2006
- 2007: Ein Sommer mit Coo
- 2008: Doraemon: Nobita to Midori no Kyojin Den
- 2009: Doraemon: Shin Nobita no Uchū Kaitakushi
- 2010: Doraemon: Nobita no Ningyo Daikaisen
- 2010: Gekijōban 3D Atashin’chi: Jōnetsu no Chō Chōnōryoku! Haha Daibōsō!
- 2011: Doraemon: Shin Nobita to Tetsujin Heidan - Habatake Tenshi-tachi
- 2012: Doraemon: Nobita to Kiseki no Shima ~Animal Adventure~
- 2013: Doraemon: Nobita no Himitsu Dōgu Museum

### Fernsehserien
- 1979: Doraemon
- 1991: 21 Emon
- 1992: Crayon Shin-Chan
- 2001: Jungle wa Itsumo Hale nochi Gū
- 2002: Atashin’chi
- 2005: Doraemon
- 2010: Stitch! – Zutto Saikō no Tomodachi
- 2012: Area no Kishi
- 2012: Kuromajo-san ga Tōru!!
- 2014: Denki-gai no Hon’ya-san
- 2015: Shin Atashin’chi
- 2016: Trickster – Edogawa Rampo “Shōnen Tanteidan” yori
- 2017: Elegant Yokai Apartment Life
- 2018: Karakai Jōzu no Takagi-san

### Kurzfilme
- 1994: Dorami-chan: A Blue Straw Hat
- 1995: 2112-nen: Doraemon Tanjō
- 1998: Doraemon: Doraemon Comes Back
- 1998: The Doraemons: The Great Operation of Springing Insects
- 1999: Doraemon: Nobita no Kekkon Zenya
- 1999: The Doraemons: Strange, Sweets, Strange?
- 2000: Doraemon: Obāchan no Omoide
- 2000: The Doraemons: Doki Doki Wildcat Engine
- 2001: Doraemon: Ganbare! Gian!!
- 2001: Dorami & Doraemons: Space Land's Critical Event
- 2002: Doraemon: Boku no Umareta Hi
- 2002: The Doraemons: Goal! Goal! Goal!!

### Weitere Anime-Produktionen
- 2003: Jungle wa Itsumo Hale nochi Gū Final (OVA)
- 2005: Boku no Bokugo (Special)